# De Havilland Mosquito
El De Havilland Mosquito va ser un avió de combat multitasca anglès, que va servir durant la Segona Guerra Mundial i en l'època posterior, principalment a la RAF. Tenia diversos sobrenoms; era conegut com a «Mossie» pels seus tripulants, però també se'l coneixia com a «Wooden Wonder», «Balsa Bomber». per tenir una estructura de fusta. Això no obstant, era un avió molt ràpid i resistent, apte per a totes de les tasques que se li van encomanar.

## Història
El Mosquito va néixer d'un nou concepte d'avió, com a bombarder, molt lleuger i, per tant, molt ràpid i maniobrable. Era hereu de dos avions que s'havien dissenyat abans que tenien també una estructura de fusta. Una altra particularitat era que era pensat per a no estar armat, ja que se'l creia completament inabastable per als avions de caça enemics.

### Antecedents
Al llarg dels anys trenta, la De Havilland Aircraft Company, va guanyar reputació amb el desenvolupament d'avions innovadors i ràpids com l'avió de curses De Havilland DH.88 Comet. El potencial de les tècniques aplicades a la construcció del DH.88, van influir en el Mosquito, també l'avió de línia De Havilland DH.91 Albatross, emprava una construcció mixta de compostos de fusta, com en el Mosquito després. La construcció lleugera, així com el recobriment d'aquests avions, compensava la baixa potència dels motors disponibles a l'època. L'avió de passatgers de 22 places Albatross era capaç d'atènyer una velocitat de creuer de 340 km/h a 3.400 m. L'ús d'aquest material facilitava la construcció, i permetia de produir avions de manera més ràpida.
El 8 de setembre de 1936, el Ministeri de l'Aire anglès va treure l'especificació P.13/36, per la qual es demanava un bombarder mitjà de dos motors, que fos capaç de transportar 1.400 kg de bombes a una distància de 4.800 km a una velocitat màxima de 443 km/h i a una alçada de 4.600 m, una màxima quantitat de bombes de 3.600 kg, havien pogut ser transportades en distàncies més curtes de l'especificada. La major part de les firmes d'aviació, van entregar dissenys amb nous motors més potents i múltiples torretes defensives, però De Havilland feia el mateix amb un avió molt més petit. La firma tenia poca experiència de treballar amb el Ministeri de l'Aire, i el concepte amb molta fusta es va considerar fora de lloc per les idees en curs, llavors el Ministeri es va concentrar en la promoció de bombarders fortament armats i de construcció metàl·lica. L'encàrrec P.13/36 va anar a Avro Manchester i al Handley Page Halifax.

### Concepte i disseny

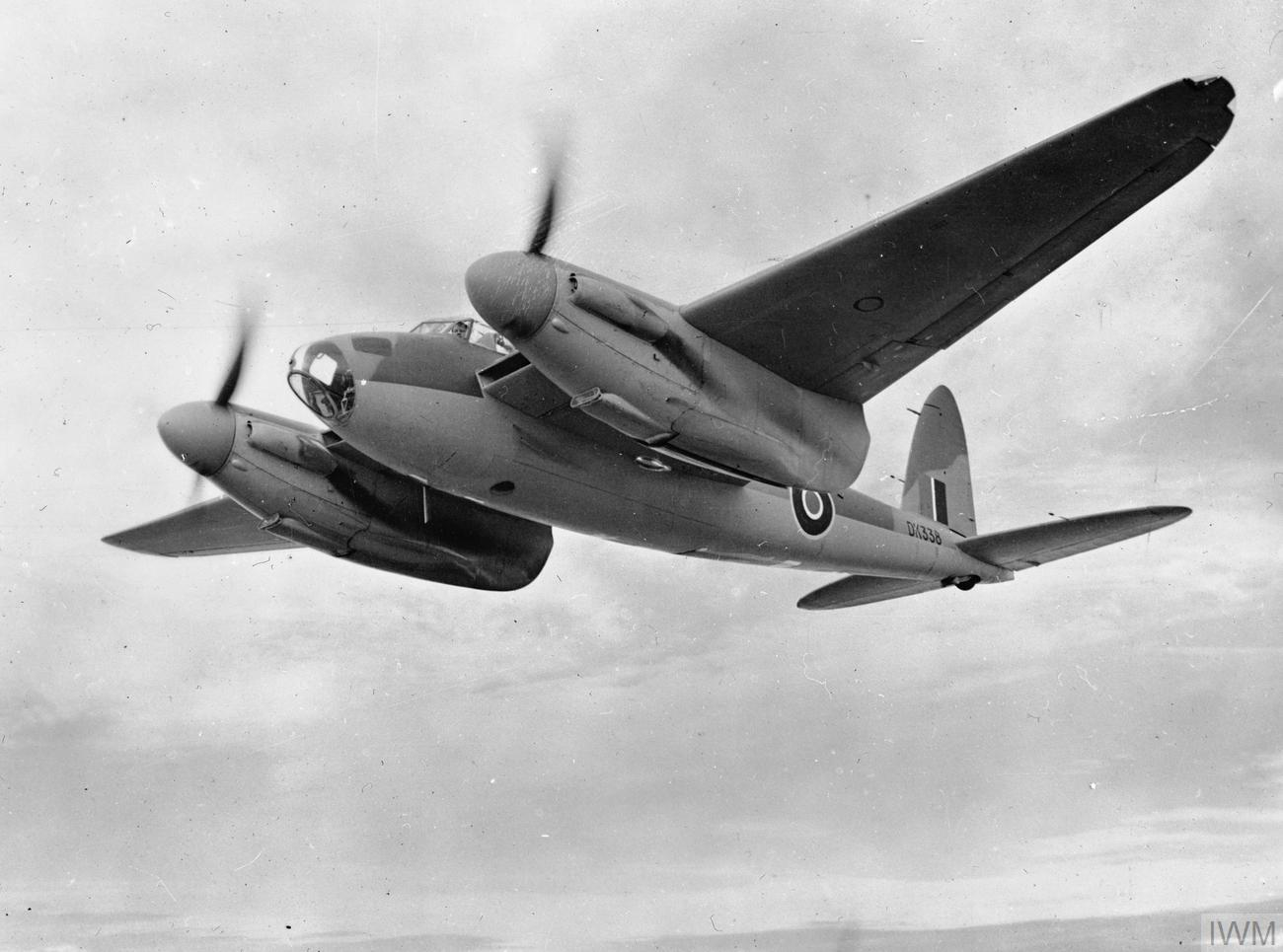
Mosquito B Mark IV Sèrie 2, DK338, en un vol després d'haver dut a terme una missió, el 1942. Col·lecció de l'Imperial War Museum

El 1937, el concepte d'un bombarder ràpid i desarmat amb un disseny comparable a l'especificació P.13/36, es va presentar davant del Ministeri de l'Aire per George Rudolph Volkert  de Handley Page. Que va comptar amb el suport dins de la RAF com una idea que valia la pena, encara que es van expressar preocupacions perquè els beneficis econòmics sobre els bombarders convencionals són marginals, donada la limitada funció operativa que podria exercir. En el Ministeri també es va considerar al màxim l'ús de materials no estratègics per la construcció d'avions, que van dur al desenvolupament del bombarder mitjà d'Armstrong Whitworth "Albemarle" que va ser construït, en gran part de pícea i fusta, unit a un bastidor de tub d'acer.
Geoffrey de Havilland, Jr. es va esforçar per superar l'especificació original P.13/36, i el primer que va considerar era adaptar dissenys existents, com ara l'avió de línia Albatross, als requeriments de la RAF. L'abril de 1938 de Havilland va considerar les prestacions del bimotor Albatross amb motors Rolls-Royce Merlin, armat amb tres torretes i una tripulació de sis homes. Podia portar 2.700 kg de bombes a Berlín i tornar a una alçada de 3.400 m. Amb un pes total de 8,600 kg, amb una velocitat punta de 480 km/h i una velocitat de creuer de 431 km/h a 6.900 m. El 7 de Juliol, Geoffrey de Havilland va enviar una carta al Mariscal de l'Aire Wilfred Freeman, membre del Consell de Recerca i Desenvolupament de l'Aire, per discutir l'especificació i argumentar el que la relació de pes resistència de la fusta a la del duralumini o de l'acer, tenien un enfocament diferent per al disseny d'un bombarder d'alta velocitat, i seria millor, la fusta. Freeman va donar als plans la llum verda. El 27 Juliol de 1938, de Havilland es va distanciar encara més, en declarar que no es podien aconseguir amb dos motors aeronàutics Merlin, l'especificació P.13/36, llevat que el Ministeri de l'Aire volgués transportar la meitat dels 1.400 kg de bombes, o d'altra manera, es necessitaria un bombarder més gran i menys ràpid.
Casualment, després d'examinar els conceptes base dels models Albatross i del nou disseny De Havilland DH.95 "Flamingo", a De Havilland, es va establir un nou disseny completament nou. Havia de ser de línia aerodinàmica completament neta i motoritzat amb els Rolls-Royce Merlin que, el 1939, oferien grans promeses. El darrer concepte que es coneix del Mosquito, era que hauria de ser més ràpid que els caces de l'enemic i, per tant, no necessitava armament defensiu: arrossegar pesants torretes, senzillament augmentava la probabilitat de ser interceptat, a més del fet que no hi havia defensa contra armes antiaèries. Amb alta velocitat i gran maniobrabilitat, era més fàcil esquivar els avions i el foc de terra. Al seu torn, la manca de torretes significaria que la producció seria més fàcil i més ràpida, amb una taxa de lliurament molt abans de qualsevol dissenys de la competència. Sense armament, la tripulació es reduïa a dos, el pilot i el navegant. Això era completament oposat a la filosofia dels dissenys contemporanis per la RAF, que requeria bombarders pesants i ben armats - el Mosquito era més pròxim al concepte alemany de Schnellbomber.
El cap de dissenyadors de la casa De Havilland el Sr. Ronald Eric Bishop, va treballar sobre el disseny del Mosquito a De Havilland Aircraft Heritage Center situat en Salisbury (Comtat de Wiltshire). En el disseny també es tenia la previsió de muntar un canó de 20 mm sota el morro de l'avió. Aquest armament pesant va ser un gran èxit durant la guerra. El Setembre de 1938, durant l'Acord de Múnic, De Havilland va presentar el nou disseny al Ministeri de l'Aire.
El projecte DH.98 va ser considerat massa radical pel Ministeri de l'Aire i va ser rebutjat diverses vegades. La prioritat donada a la velocitat es va destacar com un disseny bàsic, capaç de combinar la capacitat de bombarder mitjà amb el reconeixement i les tasques de "propòsit general". L'avió era capaç de fer tasques marítimes, ja que les especificacions com a torpediner eren part del nou disseny. El Ministeri va suggerir l'addició de dues metralladores al davant i altres dues al darrere per la defensa. el Consell de l'Aire, va demanar l'aplicació altres requisits, com ara armes de control remot, i una velocitat màxima de 443 km/h a 4.600 m a dos terços de la potència (màxima) del motor, i un abast de 4.800 km amb 1.800 kg de bombes.
L'octubre de 1938, al Ministeri de l'Aire encara es mostren escèptics sobre la idea d'un avió de fusta i el concepte d'un bombarder desarmat. El Ministeri torna a rebutjar la proposta de De Havilland, i en el seu lloc li va preguntar si De Havilland volia considerar la construcció de les ales d'un altre bombarder com a subcontractació. Per apaivagar el Ministeri de l'Aire, De Havilland va construir una sèrie de maquetes, amb una torreta de dues metralladores, just darrere del cockpit. A part d'aquest compromís, De Havilland va desestimar qualsevol altre canvi en els fonaments del projecte.
Tot i que Freeman, estava d'acord amb la manca d'armament, encara estava dubtós sobre els reclams de De Havilland en referència al fet que un bombarder bimotor de fusta podia volar 2.400 km i ser capaç de volar més ràpid que un Spitfire: es va pensar també, al Ministeri de l'Aire, que els alemanys produïen avions que eren més ràpids del que s'esperava. També hi va haver una forta oposició a un bombarder de dos tripulants, i el Ministeri de l'Aire volia almenys un tercer tripulant, per reduir la càrrega de treball dels altres en els vols llargs. En una reunió, es va tenir en compte el De Havilland Blackburn i les idees d'un bombarder ràpid de la Bristol. Al novembre, Freeman es va dirigir a De Havilland per produir un avió ràpid equipat primer amb motors Merlin amb opcions de passar progressivament motors més potents, primer el Griffon, i finalment el Napier Sabre.
D'altra banda, durant l'octubre i el novembre de 1939, De Havilland estava experimentant amb l'ús de diferents motors i considerant els efectes de l'armament defensiu, sobre els seus dissenys. Amb l'ús de motors més potents, com el Rolls-Royce Griffon es pensava en quatre torretes defensives instal·lades, amb el compromís de perdre l'alta velocitat. El Ministeri encara donava suport a l'aeronau fins a la fi del desenvolupament, però la manca de disponibilitat de motors i torretes, significava que només els prototips es podien construir.
El 12 de desembre de 1939, el Cap segon de l'Estat Major de l'Aire anglès, que per altra banda també ocupava càrrecs directius en altres estaments relacionats amb l'aviació,  i De Havilland, es van reunir per discutir a fons els detalls del disseny i els seus usos per la futura estratègia. El Comandament de bombarders de la RAF, no volia acceptar un bombarder desarmat, i insistia en la idea de missions de reconeixement amb 24 càmeres de fotos. En aquest mateix dia, el Consell de l'Aire, va ordenar la fabricació d'un prototip del DH.98 (De Havilland.98) sota l'especificació B.1/40.
Després de més converses, entre la companyia i el Ministeri de l'Aire més els caps d'operacions, el 29 de desembre de 1939, el projecte va rebre el suport oficial del Ministeri de l'Aire, que es reduïa a un bombarder "bàsic" que fos capaç de carregar 450 kg de bombes a una distància de 2.400 km. Finalment, l'1 de gener de 1940, una nova reunió, sota la presidència de Wilfrid Freeman, amb la participació de Geoffrey de Havilland, Sir John Willian Buchanan, diputat de la Producció d'Avions, i John Connolly, Cap de personal de Sir John William Buchanan-Jardine of Castlemilk. Reclamant per al Mosquito el més ràpid bombarder del món, de Havilland va afegir "i de més usos". Freeman va donar suport a la producció per al servei a la RAF, i ordenar un sols prototip de la variant de bombarder desarmat amb l'especificació B.1/40/dh, motoritzat amb motors Merlin. L'avió anava a una velocitat de 639 km/h a 7.200 m i una velocitat de creuer de 526 km/h a 8.100 m, amb un abast de 2.380 km a 7.600 m, amb els dipòsits de combustible plens. El sostre màxim era de 9.800 m. L'1 de març de 1940, el Mariscal de l'Aire Roderic Hill va ordenar un contracte, sota l'especificació B.1/40, per 50 avions DH.98, inclòs el prototip.

### Projecte Mosquito
El disseny i la construcció del prototip, no va començar immediatament, perquè va tornar a ser cancel·lat després de l'Evacuació de Dunkerque, quan es va decidir que no hi havia capacitat de producció d'avions com el DH.98, i que no s'esperava que estigués en servei fins a principis de 1941. Això va ser principalment com a resultat de l'escassetat de motors Merlin que es necessitaven en avions de combat. El principal de la producció era centrar-se en els tipus d'avions existents, com el Supermarine Spitfire, Hawker Hurricane, Vickers Wellington, i el Bristol Blenheim.
El Mosquito només es va declarar com a prioritat, fins al Juliol de 1940, després que De Havilland va prometre a Lord Beaverbrook, 50 aparells per al desembre de 1941; encara que De Havilland sabia que això era poc probable. Només 20 Mosquitos van ser fabricats en aquest any. Durant aquest temps Beaverbrook, era Ministre de la Producció d'Avions, preguntat pel Mariscal de l'Aire Freeman si ja no es treballava en el projecte. Freeman no va dictar aquesta ordre, però pel que sembla el projecte es va tancar quan a l'equip de disseny se l'hi va negar el material amb el qual construir el seu avió. Només quan Beaverbrook va estar convençut de què el treball no desviaria els esforços en la reparació de motors Merlin i la producció de l'entrenador Tiger Moth, va permetre la continuació de la fabricació.
El prototip va ser construït durant la batalla d'Anglaterra i gairebé un terç del temps de la fabricació es va perdre perquè els treballadors es van refugiar en els refugis antiaeris de la fàbrica. No obstant això, el primer prototip de bombarder diürn, que d'inici portava la matrícula de proves E-0234, va sortir el 19 de novembre de 1940, i el primer vol el 25 de novembre, només 10 mesos després de l'aprovació. El Gener de 1941, el prototip, se l'hi va assignar la matrícula militar W4050. Les estimacions originals que van ser que el prototip del Mosquito tenia el doble de superfície i més del doble del pes que el Spitfire Mk II dels anys 1940, també el doble de la potència, el Mosquito podia ser 32 km/h més ràpid. Els següents mesos, el W4050 va superar fàcilment aquestes estimacions, respecte al Spitfire Mk II, en proves realitzades en l'aeroport de la RAF de Boscombe Down en febrer de 1941, va arribar a una velocitat màxima de 631 km/h a 6,700 m d'altitud, que comparat amb la velocitat màxima de 580 km/h a 5.900 m del Spitfire, quedava clar que superava al Spitfire en baixa i mitjana alçària.
El Ministeri de l'Aire encara no estava content amb el concepte d'un bombarder desarmat. No obstant això, després de la Batalla d'Anglaterra, interessava un avió de llarg abast, que fos un bombarder pesant i un caça a la vegada. La comanda de 50 prototips va ser canviada per 20 en la variant de bombarders i 30 de la versió de caça; i encara no estava clar si la versió de caça havien de tenir simple o de doble controls, o han de portar a una torreta, que es demana per a tres prototips. Això va causar alguns retards, perquè alguns components de la part mitjana de l'ala, havien de ser reforçades per l'augment previst dels requisits de càrrega de combat. Les seccions de proa (morro), que eren de metacrilat transparent, es van haver de canviar per altres més sòlides, que suportessin les pesants armes de combat aire-aire.

### Les proves de vol amb el primer prototip
El 3 de novembre de 1940, que havia estat matriculat amb el número E-0234, va ser transportat per carretera a l'aeroport de Hatfield, comtat de Hertfordshire, on va ser col·locat en un petit edifici de muntatge a prova d'explosions, a on successius motors van ser rodats, per finalment el 19 de novembre, dos Merlin 21 de doble compressor, van ser instal·lats amb hèlix de tres pales De Havilland Hydromatic de velocitat constant. El 24 de novembre de 1940, els assajos de rodatge van ser duts a terme per Geoffrey de Havilland, que juntament amb el seu pilot de proves era responsable dels primers vols. Les proves van ser satisfactòries i el prototip va quedar llest per al vol de proves, cal remarcar que aquest primer vol, va ser pilotat per Geoffrey de Havilland, el 25 de Novembre. El vol va tindre lloc 11 mesos després del començament del retardat treball de disseny, un èxit notable considerant les condicions del moment.
Per aquest primer vol, l'E-0234 es va enlairar a 140 m en el camp al costat de la nau, conduït per John E. Walker, cap designat per a la instal·lació dels motors, que acompanyava a De Havilland. L'enlairament va ser "senzill i fàcil" i el tren d'aterratge no es va retreure fins que no es va obtenir una alçada considerable. L'avió va arribar a 350 km/h, i va tindre un problema amb les portes del tren d'aterratge – ja que estaven operades per bandes elàstiques (pops) que estaven fixats al cos del tren d'aterratge – i restaven obertes uns 300 m/m a la màxima velocitat obtinguda. Aquest problema va persistir algun temps. Un altre problema va ser l'incapacitat d'alineament de la roda de cua, que va causar algunes fractures en la part posterior del fuselatge, durant les proves dutes a terme per l'Establiment d'Experimentació d'Armes i Avions (A&AEE) en 1941. Aquest problema es va resoldre durant el juny i el juliol de 1941 mitjançant la instal·lació d'un sistema de la companyia Dowty Group. L'ala esquerra de l'E-0234 tenia tendència a ser arrossegada lleugerament, cosa que amb uns ajustaments, es va corregir després d'alguns vols.
El 5 de desembre de 1940, el prototip, que ara fa servir el número de sèrie W4050, va experimentar turbulències a la cua, a velocitats d'entre 390 i 410 km/h. El pilot va notar en la palanca de control, que el maneig era més difícil. Durant les proves es van enganxar flocs de llana a les àrees de sospita per investigar la direcció del flux d'aire: la conclusió va ser que es produïen turbulències en el flux d'aire en la secció posterior de la part interna de les góndoles dels motors, i aquestes actuaven en la cua de l'avió causant unes vibracions en el timó de direcció. En un intent d'alleujar la vibració, la companyia va experimentar amb slats instal·lats a l'interior de les góndoles de motor i a la vora d'atac dels timons de profunditat per suavitzar el flux d'aire i llevar les turbulències dels plans de cua. Aquests espais, i carenats a l'arrel muntats a la vora del fuselatge davanter i líder de les preses de radiador, va deixar algunes de les vibracions generades al pilot, però no curar els cops de cua de l'avió El febrer de 1941 les vibracions van ser eliminades mitjançant la incorporació de filets de triangulars en la vora posterior de les ales i l'allargament de les góndoles, la vora posterior de l'ala es corba fins que just enpalma amb el filet de la góndola d'uns 210 m/m darrere de la vora de sortida de l'ala: això significava que el Flap va haver de ser dividit en seccions interior i exterior
Quan aquests problemes van estar resolts, l'oficial de la RAF John Cunningham, va volar el W4050 el 9 de febrer de 1941, i va quedar sorprès gratament, per la ”lleugeresa dels controls i per les característiques de maneig”. Cunningham va arribar a la conclusió que muntant-hi un radar, podia perfectament reemplaçar al Bristol Beaufighter.
Durant les proves, el 16 de gener de 1941, el W4050, en una configuració de bombarder/reconeixement, el prototip va superar a un Spitfire a 1.800m (6.000 peus). El 19 de febrer els assaigs oficials es van iniciar a A & AEE amb seu a l'aeròdrom del Ministeri de Defensa del Regne Unit a Boscombe Down, encara que el representant De Havilland va ser sorprès per un retard en l'inici de les proves el 24 de febrer, com que la pista d'aterratge estava en brut, en rodar el W4050, la roda de cua es va encallar, i va causar la fractura del fuselatge, que va haver de ser substituït pel fuselatge del prototip de reconeixement fotogràfic W4051, a principis de març. Malgrat aquest problema, l'informe de Maneig inicial 767, emès per l'A & AEE va declarar: "L'avió és agradable per volar .... el control dels alerons és lleuger i eficaç ..." La velocitat màxima assolida va ser de 624 km/h a 6.700 m, amb un sostre màxim estimat de 10.000 m i una velocitat màxima d'ascens de 880 m/min fins als 3.500 m
El 20 d'abril de 1941, es va fer una demostració davant de Lord Beaverbrook, el ministre de la producció d'aeronaus. El Mosquito va fer una sèrie de vols, incloent-hi un ris cap amunt amb un sol motor. També hi van estar presents el general dels EUA Henry H. Arnold i el seu ajudant Major Elwood Quesada, qui va escriure "... recordo la primera vegada que vaig veure el Mosquito, com vaig quedar impressionat pel seu rendiment, del que n'érem conscients. Ens vam quedar impressionats per l'aparença de l'avió, que tenia l'aparença de ràpid en general, i el Mosquit ho era de ràpid, segons els estàndards de l'època, un avió molt bé optimitzat, i era molt estilitzat, molt respectat."
Durant les proves, es va trobar que el W4050 tenia el poder i la capacitat interna per portar fins a quatre vegades els 450 kg de bombes originalment especificats. Per tal de donar suport millor a les altes càrregues de què l'avió era capaç, l'envergadura en els prototips que més tard es va incrementar en la producció, passant de 16 m a 16,51 m. I també va ser equipat amb un timó de direcció més gran en comparació amb els tipus que es van produir més tard, un sistema d'escapament millorat i l'allargament de les góndoles que millora l'estabilitat. Aquestes modificacions es va convertir en estàndard en les versions de producció. La pell de les superfícies, del fuselatge, de cua era de fusta i cobertes de fusta contraxapada, mentre que el timó i timons de profunditat estaven fets d'alumini i coberts de tela. El 1943, els timons de profunditat estaven coberts de metall per a augmentar la velocitat en els picats descendents.
Els assajos d'establir plans de futur de la producció, entre Gran Bretanya, Austràlia i el Canadà. Els nord-americans no van mostrar el seu interès. Es pensava que els Lockheed P-38 Lightning podia manejar les mateixes funcions amb la mateixa facilitat. El General Arnold va advertir que el disseny estava sent passat per alt, i va instar les personalitats estratègiques en el Força Aèria dels Estats Units d'Amèrica per aprendre des del disseny, que van optar per no adoptar. La USAAF va sol·licitar llavors un aparell per avaluar, el 12 de desembre de 1941, diversos dies després de l'atac a Pearl Harbor, i la USAAF va entrar a la guerra sense una màquina de reconeixement ràpid i de doble propòsit.

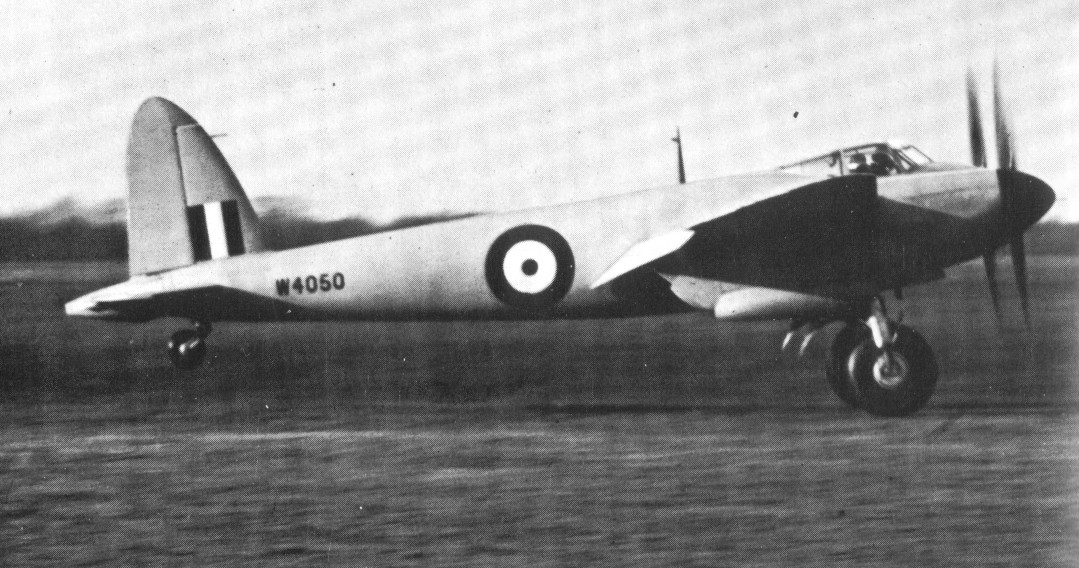
El W4050 en l'enlairament del vol del 25 de novembre de 1940.

El segon prototip va ser el W4051, i el seu fuselatge va ser utilitzat per substituir el fuselatge del W4050 que s'havia trencat en les proves, tal com ja s'ha explicat abans. El W4051 ja tenia el fuselatge estàndard que seria utilitzat en la producció posterior. El W4050 va volar el 10 de juny de 1941, el tercer Mosquito va ser el W4052, que va volar el 15 Maig de 1941. El W4055 va ser el primer Mosquito operacional, i va volar el 17 de setembre de 1941.
Durant els vols de proves, al Mosquito se l'hi van muntar un cert nombre d'innovacions. En el W4050 s'hi va muntar una torreta darrere del cockpit, per proves de resistència aerodinàmica. Aquesta idea no va ser adoptada i es va abandonar el Juliol de 1941. El W4052 va tindre la primera versió del fre aerodinàmic de Youngman. Aquest fre era obert per sota i l'efecte venturi causava una forta desceleració durant les intercepcions, va ser provat entre el Gener i l'Agost de 1942, però va ser abandonat en descobrir que abaixant el tren d'aterratge s'aconseguia el mateix efecte.
La construcció del prototip de combat W4052, es va dur a terme en secret a les instal·lacions de De Havilland Aircraft Heritage Center situat en Salisbury (Comtat de Wiltshire). El nou prototip diferia dels seus germans de bombardeig en un nombre de detalls. Estava propulsat per una variant millorada del Merlin 21 de 1.460 CV, i també tenia un parabrisa a prova de bales. Es va posar a prova amb armament de gran abast, com ara canons de 40 m/m i altres modificacions, bastidors de bomba, tancs de combustible baixos, talladors de cable de barrera de globus a la vora davantera de les ales, hèlixs Hamilton amb posició de frenada, així com la baixada de sistemes d'alerons que permeté les aproximacions més dretes, i un timó de direcció més gran. El prototip va seguir actuant com una màquina de prova fins que va ser rebutjat el 28 de gener de 1946.
El W4050 va continuar sent utilitzat per llargs i variats programes de proves. En l'octubre de 1941 va ser retornat a fàbrica, per muntar-hi els nous motors Rolls-Royce Merlin 61, els primers motors Merlin equipats amb doble compressor de dues velocitats i doble etapa. El primer vol amb aquests motors es va realitzar el 20 de juny de 1942. Es va obtenir una velocitat màxima de 689 km/h a 8.700 m (muntava preses d'aire rectes amb proteccions per la neu, motors en primera etapa de desenvolupament) i 703 km/h a 8.900 m sense proteccions. També va ser utilitzat per eliminar problemes sobre el W4052. La major part d'aquests relacionats amb l'escapament i els sistemes d'armament. Eliminadors de Flash va haver de ser instal·lats al NF.II per evitar que la tripulació fos encegada per la fogonada durant el tret de les armes. Les cobertes de la presa de refrigeració per a refredar els tubs d'escapament reescalfats després d'un temps. Amortidors de flames per impedir la resplendor d'escapament en les operacions nocturnes, però tot això va tenir un efecte en el rendiment. Una configuració de múltiples i obertes expulsions d'escapament van ser els talons per resoldre el problema i es van utilitzar en el PR.VIII, IX i B. variants B. XVI. Tot això per aconseguir un guany de 16–21 km/h.
El temps de prova havia acabat i el Ministeri de l'Aire havia autoritzat la producció en massa, els plans eren que, s'elaborin per al 21 de juny de 1941, l'aeronau era el més ràpid del món entre els avions operatius. El Ministeri de l'Aire va autoritzar 19 prototips, 176 bombarders, i altres 50 sense especificar. El juliol de 1941, el Ministeri de l'Aire va confirmar que aquests serien bombarders ràpids desarmats.  L'ús del Merlin 77 de dues etapes, va arribar a aconseguir els 707 km/h al desembre de 1943.
Per la fi del gener de 1942, els contractes van arribar a 1.378 Mosquitos en totes les seves variants, incloent-hi 20 entrenadors T.III i 334 bombarders FB.VI. Altres 400 van ser construïts per De Havilland Canadà.

## Disseny bàsic (basat en el FB Mk VI)
El Mosquito era un avió d'ala mitjana  equipat amb dos motors Rolls-Royce Merlin. La variant més produïda, segons la designació dels avions militars anglesos, va ser la FB.VI (Fighter-Bomber Mark 6. Avió-Bombarder Mark 6), propulsat per dos Merlin Mk 23 o Mk 25, que governaven hèlix de tres pales, amb comandament hidràulic.

### Construcció
El fuselatge de secció oval era un monocasc sense quadernes, i com una petxina, construït en dues meitats en forma d'una abraçadora en un motlle de caoba o de formigó, cadascun amb la meitat del fuselatge, dividida verticalment. Les dues meitats de petxina feta de peces de fusta de balsa de l'Equador col·locada entre les fulles del Canadà bedoll, però en les àrees que necessiten més reforç, com al llarg de les finestres retallades, fustes més fortes substituint el farciment de balsa. La unió era al llarg de la línia central vertical. Aquesta construcció va ajudar molt el muntatge dels equips interns, ja que permetia als tècnics fàcil accés a l'interior del fuselatge. Mentre que la cola de fusta, a base de caseïna, s'assecava, permetia als fusters tallar un conjunt de dent de serra en les seves vores, mentre que els treballadors instal·laven els controls i el cablejat en les parets interiors. Quan la cola s'assecava per complet, les dues meitats eren enganxades i caragolades entre si. Les juntes de construcció del fuselatge estaven fetes de fusta de balsa i contraxapat amb tires de pi de diverses capes i estaven connectades per un conjunt de balsa en ”V”, juntament amb el marc interior. L'avet es veia reforçat per les tires de fusta en el punt on les dues meitats s'unien per formar l'articulació del V. Situat a la part superior de l'articulació de la fusta contraxapada formada la pell exterior. Durant la unió de les dues meitats, dues pinces de fusta laminada s'utilitzaven en la part que després formaria el fuselatge per actuar com a suport. Una coberta de tela ”Madapolam” (un cotó fi teixit normal) s'estirava sobre la closca i un escut de vernís d'aviació plata s'aplicava, i després el camuflatge exterior al damunt. Es retallava per permetre l'acoblament de les ales. El fuselatge es podria fer en una setmana per sis tècnics.
L'ala, tota de fusta s'instal·lava a les arrels per mitjà de quatre punts de fixació de grans dimensions. L'ala era construïda com una estructura d'una sola peça i no estava dividida en seccions separades de construcció. Estava composta de dos tubs principals (llarguers), d'avet i les costelles de fusta contraxapada a compressió (travessers), i una coberta de fusta contraxapada. La pell exterior de fusta contraxapada es va cobrir i pintar com el fuselatge. Els radiadors de motor estaven muntats en l'interior de l'ala, i ocupaven l'exterior del fuselatge en ambdós costats. Aquesta disposició va donar menys resistència aerodinàmica. Els radiadors es van ser dividits en tres seccions. Un radiador d'oli a la part de fora, la secció del mig actuava per al refrigerant del radiador i la secció interior al servei de la calefacció de la cabina. El metall contingut a l'ala era el costellam dels alerons, que també estaven recoberts de tela, però els flaps estaven fets de fusta i eren controlats hidràulicament. Les góndoles eren majoritàriament de fusta, però els suports del motor eren de metall, com eren les parts (de força) del tren d'aterratge. els suports del motor eren de tub d'acer soldat, juntament amb el tren d'aterratge simple amb amortidors d'oli i tacs de goma. La fusta va ser utilitzada per transportar només càrregues en un pla, amb accessoris de metall utilitzat per a tots els components de càrrega triaxial com el tren d'aterratge, suports de motor, suports de muntatge en superfície de control, i la unió de l'ala al fuselatge. La vora externa de l'ala va haver de ser desplaçada 56 cm, més endavant per donar cabuda a aquest disseny. Els timons estaven construïts també de fusta. Les superfícies de control, del timó de direcció i els timons de profunditat eren d'alumini emmarcat i cobert de tela. El pes total de peces de metall i peces de forja utilitzat en els avions només era de 130 kg.
El novembre de 1944, diversos accidents van tenir lloc a l'Extrem Orient. Al principi, es pensava que eren com a conseqüència d'errors estructura de l'ala. Es va dir que, la cola a base de caseïna, s'esquerdava quan s'exposa a la calor extrema. Això causava que les superfícies superiors de "s'aixequessin" de la biga principal. Durant la investigació corresponent es va concloure que s'havien trobat defectes de construcció en dues plantes, a Hatfield i Coventry. El pegat es queda "molt a desitjar". No obstant això, tot i ser la principal raó dels fracassos, el Ministeri de l'Aire va arribar a la conclusió l'1 de gener de 1945, que va ser l'estat del temps en Àsia, per tant aprovar el punt de vista del major de Havilland Hereward, que lidera la investigació. Per resoldre el problema, un full de contraxapat es va establir al llarg de l'envergadura de l'ala per segellar tota la longitud de l'articulació de la pell al llarg del travesser principal.
La cola a base de caseïna va ser reemplaçada per l'adhesiu "Aerolite", un adhesiu sintètic a base d'urea-formaldehid desenvolupat pel Dr. Norman de Bruyne a Aero Research Limited (ARL, Recerques Aèries Limitada), que va resultar millor, i més resistent, a la deterioració, en les condicions d'alta humitat. La companyia De Havilland va ser pionera en la utilització de radiofreqüència (RF) per accelerar el polimeritzat i solidificació de l'adhesiu.

### Combustible, tren d'aterratge, potència elèctrica i sistemes d'armament
El tren d'aterratge estava situat en les góndoles darrere dels motors. Era abaixat i pujat hidràulicament. Els esforços d'aterratge eren absorbits per topalls de goma a compressió i dos frens d'actuació pneumàtica per cada roda. La roda de la cua era retractable.
Els sistemes de combustible eren lleugers, per donar al Mosquito un abast considerable. Estava compost de fins a 9 dipòsits. Dos d'ells en la part exterior de les ales, i que contenien 260 l de combustible. Els dos de la part interna de l'ala, localitzats entre l'arrel de l'ala i la góndola, contenien 650 l. El tanc central muntat en el fuselatge entre la mampara número dos i tres després del cockpit, consistia en dos dipòsits de 110 l. El total de combustible era de 2.050 l, que de bon principi es va considerar apropiat per al tipus de feina a dur a terme. Per incrementar l'abast després, en el tipus Mk 6 es va incrementar els dipòsits del fuselatge fins als 290 l. A més, es podien afegir dos dipòsits de 450 l sota les ales, per poder arribar als 3.250 l de combustible. Els tancs de la part interior de les ales i els del fuselatge, eren considerats com a principals o "main tanks". Aquests dipòsits estaven sota pressió per reduir la vaporització del combustible a altes cotes, sobretot en les versions de reconeixement fotogràfic. Aquesta pressió es controlava des del lloc de pilotatge. Aquest sistema es va modificar per incloure tot el sistema de dipòsits.
Els dipòsits d'oli dels motors, estaven situats en les mateixes góndoles que aquests. I contenien 68 l d'oli i 11 l d'aire. Els dipòsits d'oli, no estaven separats del sistema de refredament, Els dipòsits d'oli, estaven situats en la part davantera de la góndola just darrere de l'hèlix. El govern del sistema refrigerant, que governava els radiadors doli i de líquid refrigerant, era del tipus Electropneumàtic, i es realitzava per mitjà del control d'unes "cortines" i unes vàlvules que permetien el pas de l'aire i dels líquids a unes temperatures predeterminades.

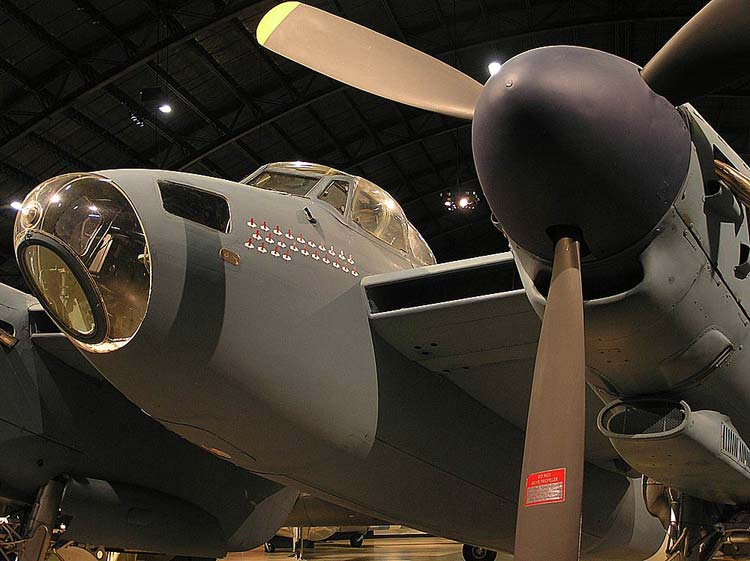
Última versió del Mosquito, mostrant les preses d'aire per refrigeració dels radiadors i dipòsits. En el cantell d'atac de les ales i en les góndoles

El voltatge de funcionament era de 24 volts, i estava alimentat per un generador de corrent continu en el motor No. 2, un alternador donava corrent altern per alimentar les ràdios. La radio, els shutters (cortines de refrigeració), els sobrealimentadors, la càmera d'arma, la bodega de bombes, el llançament de bombes/coets i altres equips de control d'instruments, eren alimentats a 24 volts per una bateria. Els dispositius de ràdio incloïen radiotransmissor de VHF i HF de comunicacions, sistema de navegació GEE, i serveis IFF (identificació d'amic o enemic) i posició global.
Els extintors d'incendis també eren impulsats pels generadors elèctrics. Els interruptors que funcionen automàticament en el cas d'un accident, estaven situats al costat d'estribord de la cabina. En vol, un botó lluminós d'advertència parpelleja per donar el senyal d'incendi, el pilot n'ha de ser conscient. En els últims models, presumiblement per guardar líquids, l'extintor d'incendis va passar a ser desencadenant de manera semiautomàtica.
L'armament del model Mk IV consistia en quatre metralladores Browning de 7,7 m/m i quatre canons Hispano-Suiza de calibre 20 m/m per disparar contra objectius aeris o terrestres. La seva càrrega de bombes era de 910 kg, o 8 coets no guiats RP-3.

### Característiques i notes dels pilots
Gràcies al seu disseny i el seu poc pes, el Mosquito tenia una velocitat de pèrdua ((Stall), velocitat a la qual les ales deixen de fer sustentació) molt baixa de l'ordre de 193 km/h, amb el tren d'aterratge i els flaps baixats. Quan aquests estaven pujats, la velocitat decreixia fins als 165 – 183 km/h. La velocitat de pèrdua en condicions normals d'aproximació era de 165 – 174 km/h. Un avís de Stall es posava en funcionament abans que aquest ocorregués, uns 18 km/h abans que es produís. Les condicions d'impacte en l'aterratge en "Stall" no eren severes. Si el "morro" (la proa de l'avió) queia, la recuperació era fàcil.
Per a obtenir la màxima velocitat de creuer, i el màxim abast, navegant a 311 km/h amb 7.700 kg de pes. El disseny era pensat per obtenir un lleuger i efectiu control de les superfícies de control per obtenir una alta maniobrabilitat. No obstant això, s'havia d'actuar enèrgicament en les maniobres d'aproximació, a baixa velocitat, cosa que resultava difícil per als pilots inexperts. Per volar a baixes velocitats, els flaps s'havien de baixar a 15°, i per reduir la velocitat a 175 knots (310 km/h) i abaixar les RPM a 2.650, axis s'aconseguia una velocitat reduïda d'uns acceptables 238 km/h per una baixa velocitat de vol.

## Producció

### Detalls
A Anglaterra, les mitges parts del fuselatge, van ser fetes per les companyies de mobles Ronson, E. Gomme, Parker Knoll i Styles & Mealing, que eren especialistes de la construcció en fusta i contraxapat, utilitzat en la construcció del Mosquito. I en els Estats Units la companyia Roddis Manufacturing de Marshfield (Wisconsin). Hamilton Roddis tenia equips de llenyataires, que tallaven les fustes que després eren embarcades al Regne Unit. Els llarguers d'ales van ser fetes per J.B. Heath and Dancer & Hearne. Moltes de les altres parts, inclosos flaps, pantalles tèrmiques, alerons, cantos d'atac i portes del compartiment de bombes eren fets a High Wycombe, comtat de Buckinghamshire, que s'adaptava bé a aquestes tasques a causa d'una ben establerta indústria de fabricació de mobles. Dancer & Hearne processava la major part de la fusta de principi a fi, rebia la fusta i la transformava en travessers d'ales per acabar en la fàbrica de High Wycombe.
Prop de 5.000 dels 7.781 Mosquitos fabricats, contenien parts fabricades a High Wycombe. A Canada, els fuselatges eren fabricats a la fàbrica d'Oshawa (província d'Ontario) de la General Motors de Canada Limited. Aquests eren embarcats a De Havilland Canada a Toronto per al seu aparellament i completament. Com fabricant secundari, De Havilland Austràlia va començar la construcció a Sydney. Aquesta producció secundària va afegir 1.076 aparells per Canada i 212 per Austràlia.
La producció total del Mosquito va ser de 7.781, dels quals 6.710 van ser fabricats durant la guerra. El transport dels Mosquito, de Canada al front de guerra va ser problemàtic, una petita fracció dels avions, van desaparèixer misteriosament, sobre el mig de l'Atlàntic. Es va presentar la teoria de la "autoexplosió", i llavors De Havilland Canada, va concentrar els seus esforços en millorar els problemes de producció relacionats amb els motors, i els sistemes d'oli, això va reduir el nombre d'avions perduts, i això va aclarir la causa dels avions perduts. La companyia, va afegir un total de cinc hores més en les proves de vol per netejar la producció abans de fer el vol de transport. Cap al final de la guerra, a prop de 500 Mosquito, en la versió de bombarder i de caça bombarder van ser lliurats des del Canadà per aquest mitjà.
En total, durant la guerra i després d'ella, De Havilland va exportar 46 FB Mk VI i 29 PR Mk XVI a Austràlia, dos FB Mk VI i 18 NF Mk 30 a Bèlgica, aproximadament 205 FB Mk.26, T Mk 29 i T Mk 27 a la República de la Xina, 19 FB Mk VI a Txecoslovàquia en 1948, 6 FB Mk VI a Dominica, uns pocs B Mk IV, 57 FB Mk VI, 29 PR Mk XVI i 23 NF Mk 30 a França. Alguns T Mk III van ser exportats a Israel junt amb 60 FB Mk VI, i després 5 PR Mk XVI i 14 versions navals. 4 T Mk III, 76 FB Mk VI, un FB Mk 40 i 4 T Mk 43 van ser exportats a Nova Zelanda. 3 T Mk III van ser exportats a Noruega, i 18 FB Mk VI que després es van convertir en caces nocturns estàndard. Sud-àfrica va rebre 2 F Mk II i 14 PR Mk XVI/XI i Suècia va rebre 46 NF Mk XIX. Turquia va rebre 96 FB Mk VI i una quantitat de T Mk III, i Iugoslàvia tenia 60 NF Mk 38, 80 FB Mk VI i 3 T Mk III rebuts.

### Indrets de producció

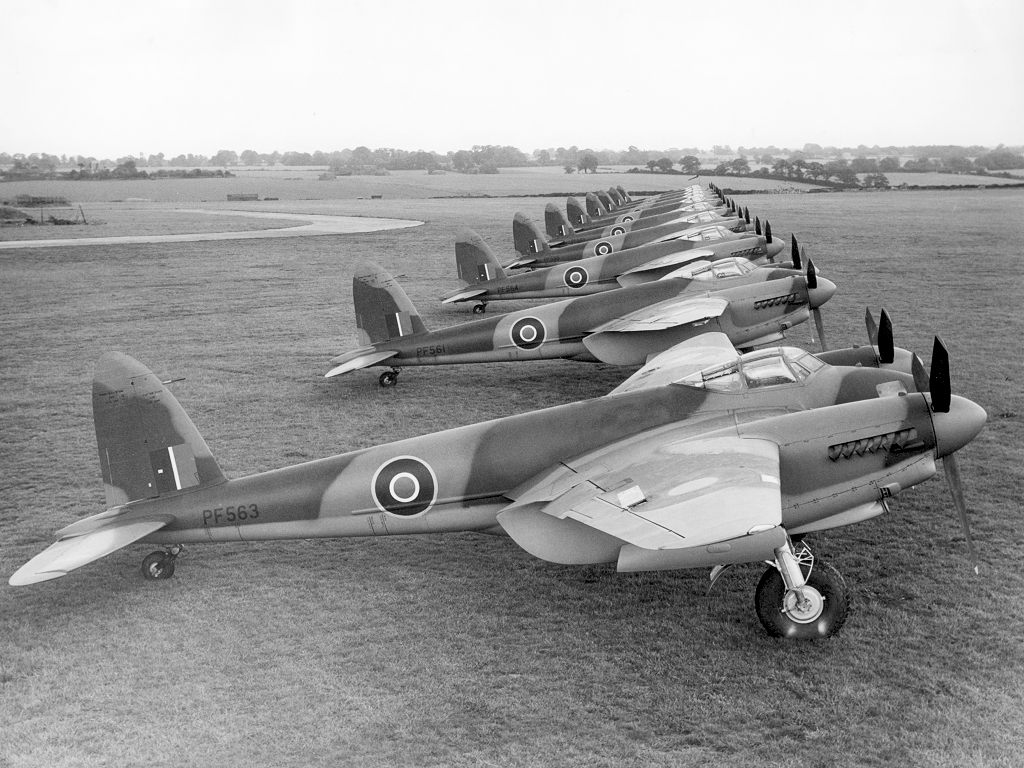
Mosquito B Mk XVI acabat de sortit de fàbrica

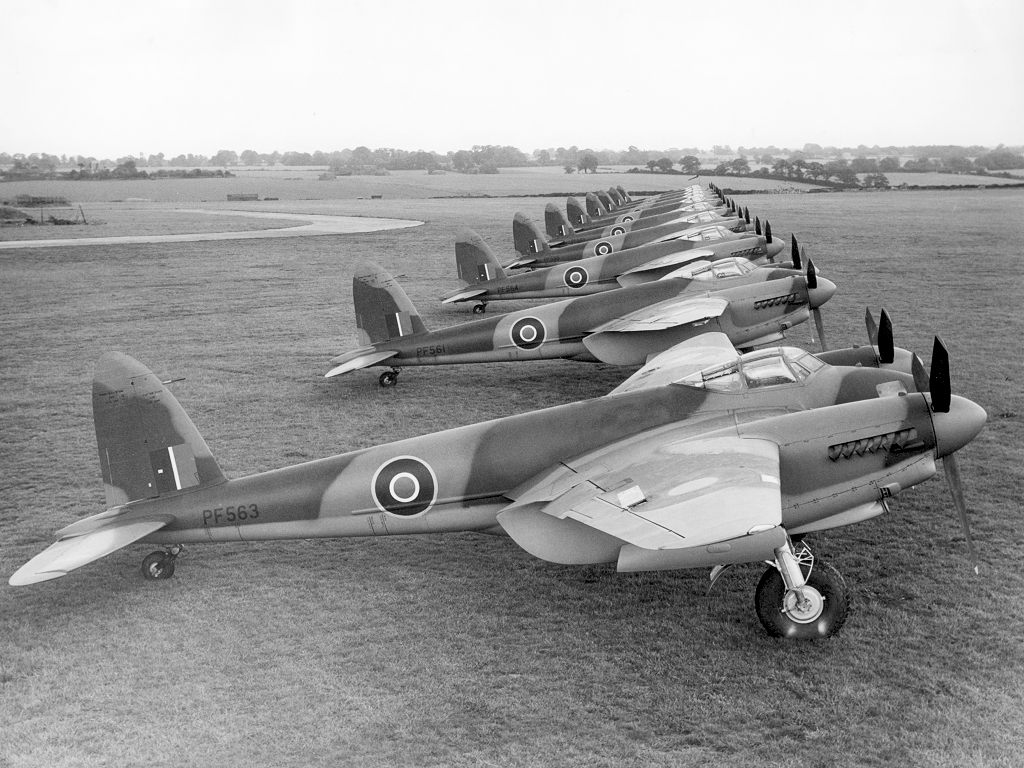
Mosquito B Mk XVI acabat de sortir de fàbrica

{| class="wikitable sortable" style="text-align:center"
|+Producció|| 
|-
! Lloc de producció
! Avions fabricats
|-
| De Havilland Hatfield, Hertfordshire
| 3.326
|-
| De Havilland Leavesden, Hertfordshire
| 1.476
|-
| Standard Motor Company, Coventry
| 1.066
|-
| Percival Aircraft Company, Luton
| 245
|-
| Airspeed Aircraft, Portsmouth
| 122
|-
| De Havilland aeroport de Hawarden, Chester
| 96
|-
| De Havilland Canada, Toronto
| 1.076
|-
| De Havilland Austràlia, Sydney
| 212
|}

## Característiques tècniques

### Model F Mk II
| - Mides exteriors | - Mides exteriors                                         |
| --- | --------------------------------------------------------- |
| longitud total | = 13,57 m                                                 |
| Amplada total | = 16,52 m                                                 |
| Alçària | = 5,3 m                                                   |
| Superfície alar | = 42,18 m²                                                |
| Pes buit | = 6.490 kg                                                |
| Pes màxim a l'envol | = 8.549 kg                                                |
| - Prestacions |                                                           |
| Motor | = Rolls-Royce Merlin 21 o 23                              |
| Característiques | = sobrealimentat, refrigeració líquida, 12 cilindres en V |
| Potència | = 1.480 CV a 3.000 rpm al nivell de 3.800 metres          |
| Velocitat màxima | = 318 kn (nusos), 610 km/h                                |
| Autonomia màxima | = 1.500 km                                                |
| Sostre | = 8.839 metres                                            |
| Velocitat d'ascens | = 8,8 m/s                                                 |
| Càrrega alar | = 195 kg/m²                                               |
| Relació potència/pes | = 0.311 kW/kg                                             |
| - Armament i equipament |                                                           |
| - 4 canons de 20 mm Hispano Mk II - 4 metralladores Browning M1919 de 7,7 m/mn, - Equipat amb radar AI Mk IV o Mk V (Variants NF, Caces nocturns) |                                                           |

### Model B Mk XVI[72][73]
| - Mides exteriors                                                  | - Mides exteriors                                         |
| ------------------------------------------------------------------ | --------------------------------------------------------- |
| longitud total                                                     | = 13,57 m                                                 |
| Amplada total                                                      | = 16,52 m                                                 |
| Alçària                                                            | = 5,3 m                                                   |
| Superfície alar                                                    | = 42,18 m²                                                |
| Pes vuit                                                           | = 6.490 kg                                                |
| Pes màxim a l'envol                                                | = 11.000 kg                                               |
| - Prestacions                                                      |                                                           |
| Motor                                                              | = Dos Rolls-Royce Merlin 76/77 (esquerra/dreta)           |
| Característiques                                                   | = sobrealimentat, refrigeració líquida, 12 cilindres en V |
| Potència                                                           | = 1.655 CV a 3.000 RPM al nivell de 1.500 metres          |
| Velocitat màxima                                                   | = 361 kn (nusos), 668 km/h a 8.500 m                      |
| Autonomia màxima                                                   | = 2.400 km                                                |
| Sostre                                                             | = 11.000 metres                                           |
| Velocitat d'ascens                                                 | = 14,5 m/s                                                |
| Càrrega alar                                                       | = 195 kg/m²                                               |
| Relació potència/pes                                               | = 0,311 kW/kg                                             |
| - Armament i equipament                                            |                                                           |

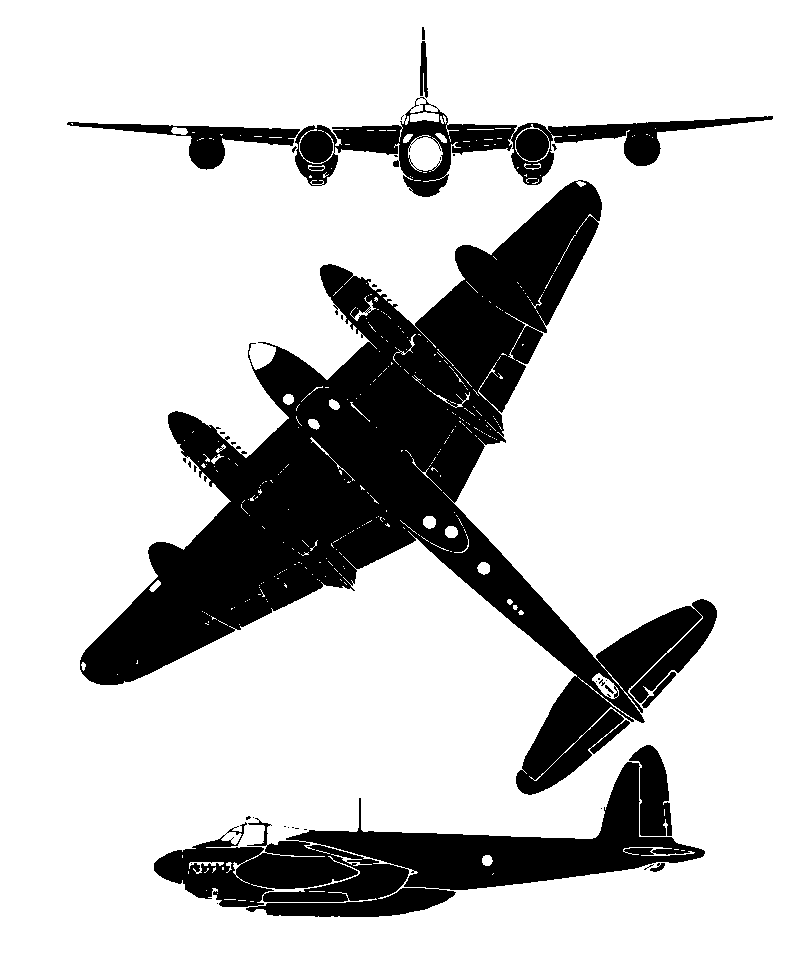
Mosquito P.R.34

| - 1.800 Kg de bombes. - Equipat amb sistema de ràdio navegació GEE |                                                           |

## Variants

### Prototips

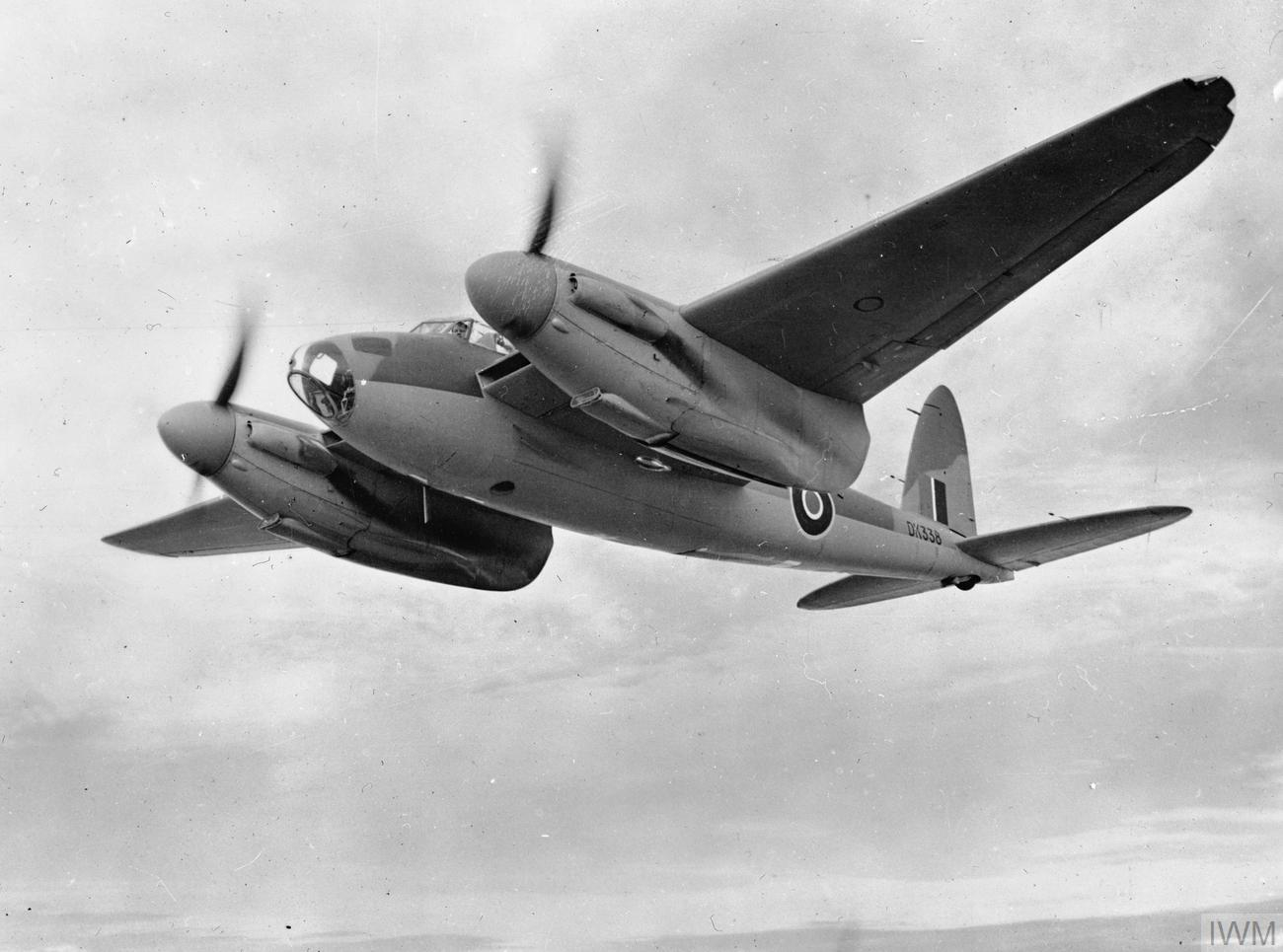
Un Mosquito versió bombarder Mk IV en vol de proves en el 1942.

Es van construir tres prototips amb diferents configuracions. El primer a volar va ser la versió de bombardeig, el prototip núm. W4050 el 25 de novembre del 1940, seguit pel de versió de caça nocturn, que va volar el 15 de maig de 1941, i la versió de reconeixement fotogràfic, que va volar el 10 de juny de 1941.

### Versió de reconeixement fotogràfic
El primer avió d'aquesta sèrie va ser el PR (inicials de Photo-reconnaissance) Mk I, basat en el prototip d'aquesta versió, i va volar el 17 de setembre del 1941, en el primer vol operacional, en aquest primer vol, va ser interceptat per tres Messerschmitt Bf 109, que van intentar abastar-lo a 7.000 m. El PR Mk I tenia una velocitat màxima de 615 km/h, i una velocitat de creuer de 410 km/h, un sostre d'11.000 m, un abast de 4.040 km, i una velocitat d'ascens de 870 m/min.
- El Mosquito PR Mk IV van ser 27 bombarders Mosquito B Mk IV, convertits en avions de reconeixement, i el primer vol es va realitzar l'abril del 1942.[76]

- El següent en la sèrie va ser el Mosquito PR Mk VIII. Es tractava d'una solució provisional, per omplir el vuit entre els models PR.IX i PR.XVI, dels quals n'hi va haver un considerable nombre. Aquest model estava basat en el Mk IV, però estava equipat amb motors Rolls-Royce Merlin 61, en comptes dels Merlin 21/22, del seu predecessor. El primer vol va tindre lloc el 20 d'octubre del 1941. Quatre unitats van ser transformades, a partir del B Mk IV.[76] Aquest model tenia una velocitat màxima de 700 km/h, una velocitat de creuer de 415 km/h, un sostre d'11.580 m, un abast de 4.100 km, i una velocitat d'ascens de 760 m/min.[75]

- El Mosquito PR Mk IX va ser una altra versió sense pressió a la cabina i desarmada. El primer vol va tindre lloc el 24 de març de 1943, i se'n van construir 54 en total. Basat en el Mosquito B Mk IX. Equipat amb dos motors Merlin 72/73 o 76/77 de 1.680 CV. Podia portar dos dipòsits rebutjables de 230 l, o de 455 litres o 910 litres cadascun. En total se'n van fabricar 90.[76]

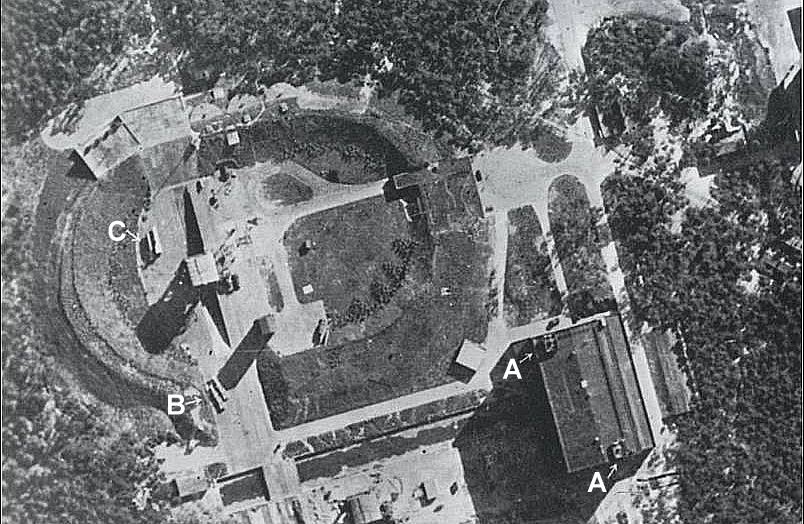
Foto aèria de Peenemünde, obtinguda per un Mosquito en 1943. Si s'amplia, es pot veure marcat amb les lletres B i C, coets V-2 estibats horitzontalment

- La versió PR Mk XVI ja tenia la cabina a pressió i tres dipòsits addicionals a la bodega de bombes. Estava equipat amb dos Rolls-Royce Merlin 72/73 o 76/77. En total se'n van fabricar 435 d'aquest model.[76] La variant PR Mk XVI tenia una velocitat màxima de 668 km/h, la de creuer era de 402 km/h, un sostre d'11.730 m, un abast de 3.942 km, i una velocitat d'ascens de 884 m/min.[75]

- El Mosquito PR Mk 32 era la versió d'alta cota i, per tant, amb la cabina a pressió i de llarg abast. Equipat amb dos motors sobrealimentats Rolls-Royce Merlin 113 i Merlin 114 de 1.960 CV[nb 18] Va volar per primera vegada l'agost de 1944, només se'n van construir cinc, i eren conversions del PR.XVI.[77]

- La versió PR Mk 34 i la PR Mk 34A era de reconeixement fotogràfic de molt llarg abast i d'alta cota, també desarmat. El blindatge del tanc de combustible i de la cabina, va ser llevat, per poder portar més combustible en la bodega de bombes. 5.419 litres que equivalien a 8.721 km. Dos dipòsits addicionals de 910 litres, que podien ser llençats, sota la part externa de les ales, augmentaven encara més el seu abast, amb una velocitat de creuer de 480 km/h. Equipat amb dos Merlin 114 de 1.690 CV. El motor de babord donava pressió a la cabina de comandament amb el seu compressor. Un total de 181 aparells van ser construïts d'aquesta sèrie, inclosos 50 fabricats per la fàbrica Percival Aircraft de Luton (antic comtat de Bedfordshire).[77] Tenia una velocitat màxima de 539 km/h a nivell de mar, 652 km/h a 5.200 m i 684 km/h a 9.100 m.[78]

Tots ells duien instal·lades quatre càmeres F.52, disposades dues al davant i dos al darrere un altre càmera F.24 situada de manera obliqua, darrere del tanc central. A vegades una càmera K.17, era utilitzada per vigilància aèria. En Agost de 1945, va ser la variant final de reconeixement aeri amb un Merlin 113A i un 114A, que donaven una potència de 1.710 CV.
El Coronel Roy M. Stanley de la II, USAF (RET) va dir: "Considero el Mosquito el millor avió de reconeixement aeri de la guerra.

### Bombarders

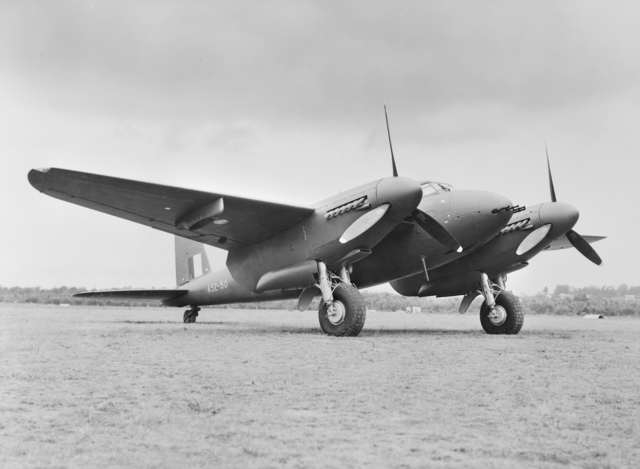
Un bombarder Mosquito en una foto del 1945

- El 20 de juny del 1941, el Ministeri de l'Aire va ordenar que 10 dels últims mosquitos de reconeixement aeri, es reconvertissin en bombarders, aquests 10 aparells, eren part dels encarregats l'1 de maig del 1940. Per tant, eren de la variant B Mk IV (B de Bomber, bombarder en anglès) dels quals el prototip W4072 formava part, i que va volar per primer cop el 8 de setembre del 1940. Els 50 bombarders de la sèrie II del B Mk IV II, en què la bodega de bombes va incrementar la mida per donar cabuda a 4 bombes de 230 kg en comptes de les de 115 kg de la sèrie I. El Bombarder Mk IV va entrar en servei el maig de 1942, a l'esquadró de la RAF No. 105.[81]

D'aquesta variant, en total se'n van construir 273. A part de les bombes de les quals ja se n'ha fet referència, també podia portar fins a 920 kg en la bodega. Alguns aparells d'aquesta variant, més tard van ser modificats per dur la bomba Highball, per l'atac a medis aquàtics protegits. Un B. Mk IV va ser utilitzat per proves per bombardeig. En el RAF Bomber Command 54 aparells d'aquesta versió van ser modificats per encabir-hi a la bodega 1.812 kg de bombes d'alt poder explosiu, per operar com a lluernes en atacs nocturns. El B Mk IV tenia una velocitat màxima de 611 km/h, un creuer de 426 km/h, un sostre de 10.360 m, un abast de 3,280 km, i una velocitat d'ascens de 762 m/min.
- La versió d'alta cota B Mk V estava equipada amb els Merlin 21. Proves amb aquesta configuració va ser el W4057 amb ales “esteses”, i amb l'addició de dos tancs de combustible o 227 kg de bombes. Aquest disseny no va ser fabricat en Anglaterra, però va ser la base de partida del B Mk VII de fabricació canadenca. Només el W4057 va ser construït com a prototip.[83] Els equipats amb els Merlin 31 eren de la versió B Mk VII, i van ser fabricats per De Havilland Canada. Estaven basats en el B Mk V i el primer vol va tenir lloc el 24 de setembre de 1942. Només van prestar servei al Canadà, i només se'n van fabricar 25. Sis van ser donats a la United States Army Air Force. Els 54 fabricats de la variant B Mk IX, estaven equipats amb Merlin 72,73, 76 o 77. La variant de doble compressor Merlin estava basada en la variant PR MK IX. El prototip es va convertir del PR Mk VIII. El prototip DK 324 va realitzar el primer vol el 24 de març del 1943.[84]

El B Mk IX tenia una velocitat màxima de 656 km/h, un creuer de 402 km/h, un sostre de 10.970 m, un abast de 3.940 km, i una velocitat d'ascensió de 869 m/min. El B Mk IX podia carregar un màxim de 910 a 1.810 kg de bombes. Un Mosquito B Mk IX posseeix el record d'operacions de combat com a bombarder aliat en la Segona Guerra Mundial. L'LR503, conegut com a "F for Freddie" perquè les lletres del seu esquadró eren, GB*F, primer va servir amb el núm. 109, i després amb el núm. 105 en l'esquadró de la RAF. Va acumular 213 sortides durant la guerra, només es va estavellar a l'aeroport de Calgary, durant la vuitena victòria Loan Bond Drive el 10 de maig de 1945, dos dies després del dia de la victòria a Europa. Van morir els dos tripulants el Tinent pilot Maurice Briggs, Orde del Servei Distingit, Creu dels Vols Distingits (Regne Unit), Medalla dels Vols Distingits i el Tinent navegant John Baker, Creu dels Vols Distingits (Regne Unit) i barres de medalla.
- El B Mk XVI estava equipat amb diverses variacions en, el que fa a motors, respecte al B Mk IX, sobretot perquè es van adoptar, compressors de dues etapes per posar la cabina sota pressió. El primer model amb matrícula DZ540 va volar per primera vegada l'1 de gener de 1944. El prototip va ser convertit en Mk IV, i se'n van fabricar 402 unitats. El B Mk XVI tenia una velocitat màxima de 656 km/h, una velocitat de creuer de 394 km/h, un sostre d'11.280 m, un abast de 2.390 km, i una velocitat d'ascens de 853 m/min. Aquesta variant podia transportar 1.810 kg de bombes.[75]

- La darrera variant el B Mk XX, estava equipada amb Packard Merlin 31 i 33. També va ser la darrera versió canadenca amb la denominació de Mk IV. Es van fabricar 245 aparells en total.

- Una altra versió la B Mk 35 també equipada amb motors Merlin 113A i 114A. Alguns foren convertits en TT Mk 35 (de Target Tugs, remolcadors de blancs en anglès), i d'altres van ser transformats a PR Mk 35 (de reconeixement fotogràfic).[84] El B Mk 35 tenia una velocitat màxima de 679 km/h, una velocitat de creuer de 444 km/h, un sostre de 12.800 m, un abast de 2.820 km, i una velocitat d'ascens de 823 m/min.[86]

### Versions de caça
- El Mosquito F Mk II va ser desenvolupat durant el 1940, i el primer prototip va quedar llest el 15 de maig del 1941. En aquest avió s'hi van muntar quatre canons Hispano-Suiza HS.404 de calibre 20 m/m i quatre metralladores Browning M1919 de 7,7 m/m al morro del fuselatge. Aquesta configuració va requerir el moviment de la porta d'entrada / sortida de la tripulació del fons a la dreta del nas. L'avió també comptava amb un parabrisa modificat, amb panells plans a prova de bales.[87]

Aquesta variant anava equipada amb una càmera de tir, en un compartiment damunt de les armes de la proa. També tenia un sistema amortidor de flames per als tubs d'escapament dels Merlin XX

### Caça nocturn

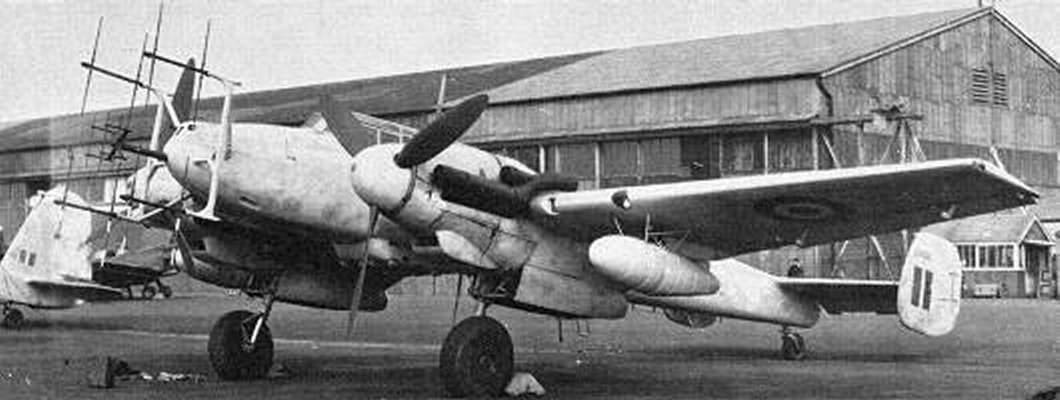
Foto d'un Messerschmitt Bf 110 caça nocturn, a on s'aprecia l'aparatosa antena emissora del morro, dels primers radars

La primera versió del Mosquito com caça nocturn va ser designada com Mosquito NF Mk II (de Night Fighter, caça nocturn en anglès), i en total se'n van fabricar 466. Va entrar en servei amb l'esquadró de la RAF No. 157 el gener del 1942, reemplaçant al Douglas A-20 Havoc. Aquest avió era similar al F Mk II, però duia muntat un radar AI Mk IV d'onda mètrica. L'antena transmissora, una mica particular, era muntada al morro, mentre que el dipol receptor estava situat sota les ales. A un nombre no determinat de NF Mk II, els va ser extret el radar i afegit dipòsits addicionals, per ser usats com a bombarders nocturns, amb el nom de NF Mk II (Special) van ser utilitzats per l'esquadró de la RAF No. 23, en operacions sobre Europa el 1942. L'esquadró núm. 23 va ser desplegat a Malta el 20 de desembre del 1942, i va operar sobre altres blancs a Itàlia.
- 97 NF Mk II van rebre el radar d'ona centimètrica AI Mk VIII, i van passar a ser coneguts com a NF Mk XII.
- NF Mk XIII, del qual se'n van construir 270, i un nombre equivalent es van convertir del Mk XII. El radar d'ona centimètrica, estava muntat en un sòlid "didal" o "cap de toro" (versions Mk XVII / XIX), el que va requerir que les armes estiguessin més disperses.
- Altres versions de caces nocturns foren Mk XV, Mk XIX i Mk 30. Les tres últimes versions muntaven el radar dels Estats Units AI Mk X.
- Les versions NF Mk X, NF Mk XI, NF Mk XIV, no van ser fabricades.
- NF Mk XV: Aquesta denominació correspon a 5 bombarders B Mk IV, que van ser convertits en caces nocturns d'alta cota.
- NF Mk XVII: Designació per 99 NF Mk II convertits amb motors Merlin 21, 22, o 23 d'un sol compressor, Amb radar anglès AI.X, corresponent a l'americà SCR-720.
- NF Mk XIX: Versió millorada del NF Mk XIII, amb radar americà o anglès AI. Fabricats 220 aparells.
- NF Mk 30: Versió d'alta cota. Equipat amb motors Roll-Royce Merlin 76 de 1.710 CV, arribant als 682 km/h de velocitat màxima a 8.100 m.[93] També estava equipat amb contramesures electròniques (ECM). Fabricats 526 aparells.
- NF Mk 31: Versió no construïda.

Després de la guerra, es van desenvolupar dues versions més, la NF Mk 36 i la NF Mk 38.
- NF Mk 36: Similar a la NF Mk 30, però muntava el radar americà AI.Mk X. Equipat amb motors Rolls Royce Merlin 113/114 de 1.690 CV. Fabricats 266 aparells. Velocitat màxima a nivell del mar 491 km/h, 610 km/h a 5.200 m, i 652 km/h a 9.100 m.[78]
- NF Mk 38: També Similar al NF Mk 30, però amb radar anglès AI Mk IX. Fabricats 50 aparells. Velocitat al nivell del mar de 370 knots (638 km/h).[nb 21][94]

Els caces nocturns Mosquito, de l'esquadró de la RAF Núm. 100, pertanyents al Bomber Command (comandament de bombardeig), portaven instal·lat un instrumental anomenat "Serrate radar detector" (Detector de Radar Serrate), que permetia localitzar als caces nocturns alemanys i el seu radar Lichtenstein amb emissions de banda curta B/C i SN-2, així com un dispositiu anomenat Perfectos dels senyals del dispositiu IFF (de l'anglès Identification Friend or Foe, identificació com amic o enemic) alemany.

### Caça bombarder
Dintre de les nombroses variants del Mosquito també hi ha la variant com caça bombarder, dels quals es van fabricar un total de 2.298, quasi una tercera part de tota la producció dels Mosquito. Aquesta variant, normalment anava armada amb 4 canons HS.404 de 20 m/m i 4 metralladores Browning M1919 de 7,7 m/m, 2 bombes de 115 kg, en la bodega, i més tard dos coets aire-terra RP-3 de 27 kg, altres variacions van ser en comptes de les dues bombes 8 coets RP-3, més tard les bombes van passar a ser de 230 kg, i una tercera opció, va ser de substituir les bombes per càrregues de profunditat per atacar els submarins alemanys.
- FB Mk VI (de Flight Bomber en anglès), el prototip va ser una conversió del B Mk VI, i el primer vol va tindre lloc el febrer de 1943.[76] Estava equipat amb dos motors Merlin 21 de 1.460 CV o Merlin 25 de 1.635 CV.[76] Alguns dels 19 que s'estaven fabricant per Airspeed Ltd van ser modificats per completar el FB Mk XVIII. Dos dels quals van ser convertits en TR Mk 33 prototips d'assalt marítim. La velocitat màxima que es va obtenir era de 592 km/h, més tard aquesta velocitat va ser ampliada quan es va variar el sistema d'escapament. El test efectuat amb l'avió de matrícula HJ679 sense aquesta modificació d'escapament, va ser retornat a De Havilland de Hatfield, perquè es va obtenir una velocitat per sota de l'esperada, una vegada feta la modificació, es va obtenir una velocitat de 618 km/h, d'acord amb el que s'esperava.[95]

El Mosquito FB Mk VI, va intentar ser un avió dur, inclòs en el vol amb un sol motor, sabent aprofitar el seu armament. El gener del 1945 Mosquitos FB Mk VI de l'esquadró de la RAF No. 143, van ser atacats per 30 Focke-Wulf Fw 190 del Jagdgeschwader 5 (ala de caça en alemany). Es van perdre 5 Mosquito, i en contra 5 Fw 190 van ser abatuts, un pesquer armat i dos vaixells mercants van ser enfonsats.
- Mosquito FB Mk XVIII, un altre variant de caça bombarder, conegut també com a "Mosca Tsetse". Dels quals se'n van construir 18, i altres 27 van ser modificacions del FB Mk VI. Portava un canó Molins "6-lliures Classe M", una modificació del canó anticarro Ordnance QF 6 lliures de 57 m/m amb un pes de 716 kg, muntat amb un carregador automàtic amb sistemes de foc semiautomàtic, o completament automàtic, junt amb dues metralladores de 7.7 m/m d'observació. El canó més tard va ser eliminat.[77] Es va demostrar que l'ús de coets era més efectiu contra els U-boats, ja que només era efectiu a una certa distància i en un angle de 30°, a més era més lleuger no penalitzava tant la velocitat de l'avió.[97]

Malgrat tot, l'efecte de la nova arma, va quedar demostrat el 10 de març del 1944, quan 4 Mk VI que escortaven a Mk XVIII de l'esquadró Núm. 248 van encarar un comboi alemany d'un U-Boot i 4 destructors, protegits per 10 Junkers Ju 88. Tres dels Ju 88 van ser abatuts. El pilot Tony Phillips va destruir un Ju 88 amb 4 projectils, un dels quals va trencar el motor del Ju 88, el U-Boot va resultar danyat. El 25 de març, el submarí alemany U-976 va ser enfonsat per Mosquitos equipats amb canons Molins. El 10 de juny, el submarí alemany U-821 va ser abandonat davant de l'intens atac aeri a què estava sotmès per l'esquadró No. 248, després va ser enfonsat pel Consolidated B-24 "Liberator" de l'esquadró No. 206. El 5 d'abril del 1945 els Mosquitos equipats amb Molins, van demostrar altra vegada la seva vàlua quan van atacar cinc vaixells alemanys de superfície a l'estret del Kattegat i els van deixar tots incendiats fins que es van enfonsar. Un Sperrbrecher (mena de Dragamines alemany) va ser enfonsat amb tota la tripulació, van ser recuperats més de dos-cents cossos per vaixells suecs, en total, hi van morir uns nou-cents soldats alemanys. El 9 d'abril els U-Boots alemanys U-804, U-843 i U-1065 van ser vistos en una formació en direcció a Noruega, tots van ser enfonsats, seguit pels U-251 i U-2359 el 18 d'abril i el 2 de maig del 1945.
Hi ha referències a proves d'altres tipus de canó, que no van reeixir, més concretament un desenvolupament secret del canó de 32 lliures QF que al seu torn estava basat en el canó antiaeri QF de 3,1 polzades, utilitzat com arma anticarro.
- FB Mk 26, basat en el FB Mk VI, va ser construït al Canadà, i estava equipat per les últimes versions del Merlin fabricat per Pakard. Concretament el FB Mk 26 era la versió canadenca del FB Mk VI i la millora del FB Mk 21. Amb dos motors Merlin 225, fabricats per Pakard, de 1.620 CV amb un sol compressor de sobrealimentació. Uns 300 van ser construïts, i altres 37 convertits en la versió T Mk 29 estàndard.[77]

- FB Mk 40 era la versió del FB Mk VI construïda a Austràlia, per De Havilland Austràlia, i se'n van construir 212. Sis van ser convertits en PR Mk 40, 28 en PR Mk 41 un en FB Mk 42 i 22 en T Mk 43 avió d'assalt tàctic. Moltes unitats anaven equipades amb Merlin 31 o 33 fabricats per Pakard.[79]

Totes les variants descrites abans, compartien una sèrie de característiques comunes. Tenien un parabrisa d'una sola peça de vidre blindat El comandament es duia a terme per mitjà d'una barra joystick en lloc d'un volant. El dur les armes al morro, també va fer que la porta d'accés de la tripulació, fos desplaçada al costat d'estribord.

### Entrenador
El Mosquito també va ser fabricat com avió d'entrenament.
- Mosquito T Mk III, versió de dos seients, destinada a l'entrenament. Equipat amb dos motors Rolls-Royce Merlin 2. Per la RAF foren fabricats un total de 348, que també foren utilitzats per la marina (Fleet Air Arm).
- T Mk 43, versió del T Mk III fabricat per De Havilland Austràlia, es van fabricar 11 entrenadors.

### Bombarder torpediner
Per complir l'especificació N.15/44 per ”marinitzar” el Mosquito per la Royal Navy i per fer-lo utilitzable com bombarder i torpediner, De Havilland va fabricar la versió per a portaavions.
- Sea Mosquito TR Mk 33, un Mosquito FB Mk VI va ser modificat per a construir el prototip, amb ales plegables, ganxo de fre, cúpula o radom en forma de didal de cobertura de les antenes, motors Merlin 25 amb hèlix de quatre pales i nou sistema olio-pneumàtic de tren d'aterratge. Va ser cursada una ordre per 100 TR Mk 33, dels quals només se'n van fabricar 50 a Leavesden. L'armament estava compost per 4 canons de 20 mm, dues bombes de 115 kg en la bodega (altres dues podien ser transportades sota les ales) vuit coets de 60 lb (quatre sota de cada ala) i un torpede estàndard sota el fuselatge. El primer TR Mk 33 produït, va volar el 10 de novembre de 1945. Aquests van ser seguits per sis Sea Mosquito TR Mk 37, que es diferenciaven en el fet que tenien el radar ASV Mk. XIII en comptes del AN/APS-6.

### Arrossegador de blancs
La Royal Navy va operar amb el Mosquito TT Mk 39 per remolc de blancs. Per això un nombre de bombarders B Mk XVI, es van convertir en TT Mk 39 (de target tug en anglès). La versió de la RAF va ser la Mosquito TT Mk 35 que van ser els darrers avions en servei, ja que finalment van ser retirats en 1956.

### Versions fabricades al Canadà
Un total de 1133. Des de 1945, el Mosquito va ser fabricat per De Havilland Canada a l'aeroport de Downsview, a prop de Toronto, província de Ontario (ra Downsview Park a Toronto, Ontario).
- Mosquito B Mk VII, versió Canadenca basada en el bombarder Mosquito B Mk V. Equipat amb dos Merlin 31, fabricats per Pakard, de 1.418 CV. Fabricades 25 unitats.
- Mosquito B Mk XX, versió Canadenca basada en el bombarder Mosquito B Mk IV, dels quals es van fabricar 145 unitats, d'elles 40 foren convertides en F-8 avió de reconeixement fotogràfic per la USAAF.
- Mosquito FB Mk 21, versió Canadenca basada en el caça bombarder Mosquito FB Mk VI. Equipats amb motors Rolls-Royce Merlin 31 de 1.460 CV. Només es van fabricar tres aparells.
- Mosquito T Mk 22, versió Canadenca basada en l'entrenador Mosquito T Mk III.
- Mosquito B Mk 23, versió no utilitzada.
- Mosquito FB Mk 24, versió Canadenca de caça bombarder. Equipats amb Rolls-Royce Merlin 301de 1.620 CV. Dos fabricats.
- Mosquito B Mk 25, versió millorada del bombarder Mosquito B Mk XX. Equipats amb Packard Merlin 225 de 1.620 CV, 400 fabricats.
- Mosquito FB Mk 26, versió millorada del caça bombarder Mosquito FB Mk 21. Equipat amb Packard Merlin 225 de 1.620 CV, 338 fabricats.
- Mosquito T Mk 27, versió fabricada al Canadà d'entrenador.
- Mosquito T Mk 29, alguns caça bombarders FB Mk 26 convertits en entrenadors.

### Versions fabricades a Austràlia
- Mosquito FB Mk 40, versió de caça bombarder de dos seients, fabricada a Austràlia per la RAAF (Royal Air Australian Forces, Reials Forces Aèries Australianes). Equipats amb Rolls-Royce Merlin 31 de 1.460 CV. En total es van fabricar 178 aparells.
- Mosquito PR Mk 40, denominació donada a 6 FB Mk 40, reconvertits en reconeixement fotogràfic.
- Mosquito FB Mk 41, versió de dos seients de caça bombarder per la RAAF. 11 aparells construïts.
- Mosquito PR Mk 41, versió de dos seients de foto vigilància per la RAAF. Un total de 17 aparells construïts.
- Mosquito FB Mk 42, versió de dos seients de caça bombarder. Equipat amb Rolls-Royce Merlin 69. Un FB Mk 40, va ser reconvertit en Mosquito FB Mk 42.
- Mosquito T Mk 43, versió de dos seients d'entrenador per la RAAF. Un total d'11 FB Mk 40 van ser convertits en Mosquito T Mk 43.

### Bombarders Highball[nb 24]
34 Mosquito B Mk IV, van ser modificats per Vickers-Armstrongs per transportar la bomba Highball i van ser reanomenats per la Vickers amb Tipus numero.
- Tipus 463 - Prototip de la conversió per Highball del Mosquito B Mk IV matricula DZ741.

- Tipus 465 – Conversió de 33 Mosquito B Mk IV per transportar la Highball.

## Història operacional
Originalment concebut com a bombarder ràpid i desarmat, el "Mosquito" va ser adaptat a moltes altres tasques durant el transcurs de la guerra, incloses tasques de bombardeig a baixa, mitja i alta cota, durant el dia, bombardeig a alta cota de nit, bombardeig de precisió (Pathfinder en anglès (pioner)) avió de caça, caça bombarder, invasor, avió embarcat, avió de reconeixement fotogràfic ràpid. També va ser usat, com a transport, per la British Overseas Airways Corporation (BOAC. Corporació Anglesa de Línies Aèries Transoceàniques).
Quan el "Mosquito" va entrar en producció en el 1941, era l'avió d'operacions més ràpid del món, en aquella època. Entrant en servei extensivament en 1942, el Mosquito va entrar a formar part de la caça nocturna de la RAF, d'una manera notable en la defensa dels atacs nocturns de la Luftwaffe, També va tenir un paper notable en l'Operació Steinbock en el 1944. Ofensivament, les unitats de Mosquito també van realitzar batudes nocturnes de combat en la protecció directa i indirecta dels raids de bombarders pesants de la RAF, per ajudar a reduir les pèrdues de bombarders en 1944 i 1945. El Mosquito també va ser la causa d'un augment de les pèrdues alemanyes de caça nocturna, fins al punt que entre els alemanys es diu que han rebut dos abatiments per cada abatiment anglès. Com a bombarder, va prendre part d'operacions "especials", com els atacs a camps de presoners de guerra per ajudar a l'evasió de la Gestapo o a bases d'intel·ligència o seguretat alemanyes, També va destacar en atacs tàctics en suport de les forces britàniques en la Batalla de Normandia. Alguns Mosquitos també van entrar en acció en el Comando Costaner de la RAF durant la Batalla de l'Atlàntic, atacant els submarins i les concentracions de vaixells de la Kriegsmarine, particularment en el Golf de Biscaia durant l'ofensiva de 1943, que va significar la pèrdua o el danyat d'un nombre significatiu d'U-Boots.
El Mosquito també va ser utilitzat en la batalla de la Mediterrània i la Campanya d'Itàlia (Segona Guerra Mundial), També va ser utilitzat per la RAF en la Guerra del Pacífic, i per la Royal Australian Air Force (RAAF) basada en les illes Moluques i Borneo.
A tal punt arribava el paper operacional del Mosquito, que la Luftwaffe va crear unitats especials per combatre els atacs del Mosquito, com la Jagdgeschwader 25”i la Jagdgesschwader 50 (esquadrons de combat alemanyes), això va ser degut al fet que Hermann Göring, les va ordenar per combatre la política d'humiliació, a què estaven sotmesos pels atacs d'aquest avió durant l'abril de 1943. Les unitats abans esmenades per l'Oberstleutemant (grau de Tinent Coronel, en l'exèrcit alemany) Herbert Ihlefeld i el Comandant Hermann Graf. Aquestes unitats van ser "petits i glorificats esquadrons, que res van poder fer, amb els esquius avions de la RAF". Per cobrir a la impotència de les unitats de la Luftwaffe, es va fer un gran desplegament propagandístic alemany. Walter Grabmann va declarar, que no valia la pena crear les unitats, a la llum dels resultats obtinguts.
El Mosquito va operar tant, en tasques ofensives com defensives, en tota la duració de la guerra. També va realitzar el darrer vol oficial de missió en la guerra europea, el 21 de maig de 1945, quan als Mosquitos dels esquadrons Núm. 143 i Núm. 248 de la RAF, els van ordenar la caça de submarins alemanys, que continuessin oposant-se a les missions de vol. Només van trobar U-Boots passius.
Alguns dels més destacats pilots de la RAF, que volaven en Mosquito van ser: com pilot de caça nocturn, el Comandant d'Ala Branse Burbridge, que va reclamar 21 morts, Bob Braham reclamava una tercera part de les 29 morts realitzades amb Mosquito. John Cunningham reclamava 19 de les 20 victòries amb el seu Mosquito nocturn "Cat's Eyes".
Un Mosquito, es considera pertanyent a les forces alemanyes, i més concretament, a la unitat d'operacions secretes Kampfgeschwader 200, que provaven, de manera secreta, avions capturats a l'enemic, durant la guerra. Aquest avió està registrat en l'ordre de batalla en la Versuchsverband OKL, 2 Staffel, Stab Gruppe el 10 de novembre i el 31 de desembre de 1944. De totes maneres, en les dues anotacions, el Mosquito apareix com fora de servei.

## Comentaris delMariscalGöringsobre el Mosquito
El famós Mosquito va molestar en gran manera al ”Comandant en Cap” de la Luftwaffe, Reichsmarschall Hermann Göring, quan el 20 de gener del 1943, en el dècim aniversari de la presa de poder per part del Nazisme, un Mosquito va atacar i va deixar fora de combat, l'estació de ràdio en el mateix Berlín, interrompent la difusió del seu discurs. Göring es va queixar de l'alta velocitat i la estructura de fusta  de l'aeronau, construït per una nació que considera que tenia grans reserves de metalls, mentre que els alemanys anaven curts d'aquests materials, i a més no havien produït aquell disseny.
El 1940 jo podia volar fins a Glasgow, en la majoria dels meus avions, però no ara! Em poso furiós quan veig el Mosquito. Em torno verd i groc d'enveja! Els britànics, amb la quantitat d'alumini de què disposen, es dediquen entre tots a fabricar un bonic avió de fusta en cada fàbrica de pianos, i li donen una velocitat que han augmentat un cop més. ¿Que és el que es pot fer davant d'això? No hi ha res que els britànics no tinguin. Ells tenen els genis i nosaltres tenim els babaus. Després que la guerra hagi acabat em compraré un aparell de ràdio britànica - almenys tindré alguna cosa que sempre ha funcionat.

Hermann Göring, 1943.

## Supervivents
El darrer Mosquito en condicions de volar, el RR299 G-ASKH "HT-E", va ser destruït en un accident a la celebració del airshow a Barton, Manchester a l'Anglaterra, el 21 de juliol del 1996, i  els dos tripulants hi van morir. Hi ha encara aproximadament 30 exemplars no voladors, al voltant del món, amb severes restauracions. El 1963 el col·leccionista d'avions Lynn Garrison va comprar un B Mk 35 (RS700)(CF-HMS) de la Spartan Air Services per exposar-lo a Calgary, Alberta. El juliol del 2010, s'hi va començar la restauració per la the Calgary Mosquito Society. La col·lecció més gran de Mosquitos és a la De Havilland Aircraft Heritage Centre, a on disposen de tres avions. El 2010, tres avions més eren en procés de restauració per al vol, incloent-hi una propietat de Jerry Yagen, que Glynn Powell a Auckland, Nova Zelanda restaura.

## Cultura popular

### Cinema i televisió
El Mosquito ha estat el protagonista en diverses pel·lícules ambientades a la Segona Guerra Mundial, sempre lligat a les tasques com a bombarder. Aquí en tenim uns exemples:
- 1954 - The purple plain (La plana púrpura), La Llanura roja dirigida per Robert Parrish i interpretada per Gregory Peck, en la que es relata les peripècies que han de realitzar els supervivents d'un accident aeri en la jungla de Birmània[115]

- 1958 - Stoc de coc aparició destacada del Mosquito en el còmic de Tintín dibuixat per Hergé.

- 1963 – Escuadrón 633 dirigida per Walter Grauman i interpretada per Cliff Robertson, èpica pel·lícula d'un esquadró de Mosquitos[116]

- 1963 -  Cílope de X-Men germans Summers, salvats per llançar-se amb paracaigudes des d'un Mosquito conduït pels seus pares.

- 1969 – Mosquito Squadron (esquadró Mosquito) director Boris Sagal intèrpret principal David McCallum, mostra les peripècies per bombardejar una fàbrica de noves armes.[117]

- 1976 – The Shepherd novel·la de Frederick Forsyth, en la que el Mosquito té un destacat paper, junt amb el De Havilland Vampire. No confondre amb una pel·lícula del mateix nom protagonitzada per Jean-Claude Van Damme.

### Videojocs
En els simuladors de vol existeixen una o més variants del De Havilland Mosquito, com el simulador de vol de codi obert FlightGear, així com en el sector comercial.

## Models semblants
- De Havilland Hornet/Sea Hornet
- Bristol Beaufighter
- Douglas A-26 Invader
- FMA I.Ae. 24 Calquin
- Focke-Wulf Ta 154
- Heinkel He 219
- Junkers Ju 88
- Messerschmitt Me 410
- Northrop P-61 Black Widow
- Petlyakov Pe-2